# Dejan Petrovič
Dejan Petrovič (sinh ngày 12 tháng 1 năm 1998) là một cầu thủ bóng đá Slovenia thi đấu cho NK Aluminij.

## Sự nghiệp câu lạc bộ
Anh ra mắt chuyên nghiệp ở PrvaLiga Slovenia cho NK Aluminij ngày 23 tháng 7 năm 2016 trong trận đấu với FC Koper.